# Powiat sanocki (Galicja)

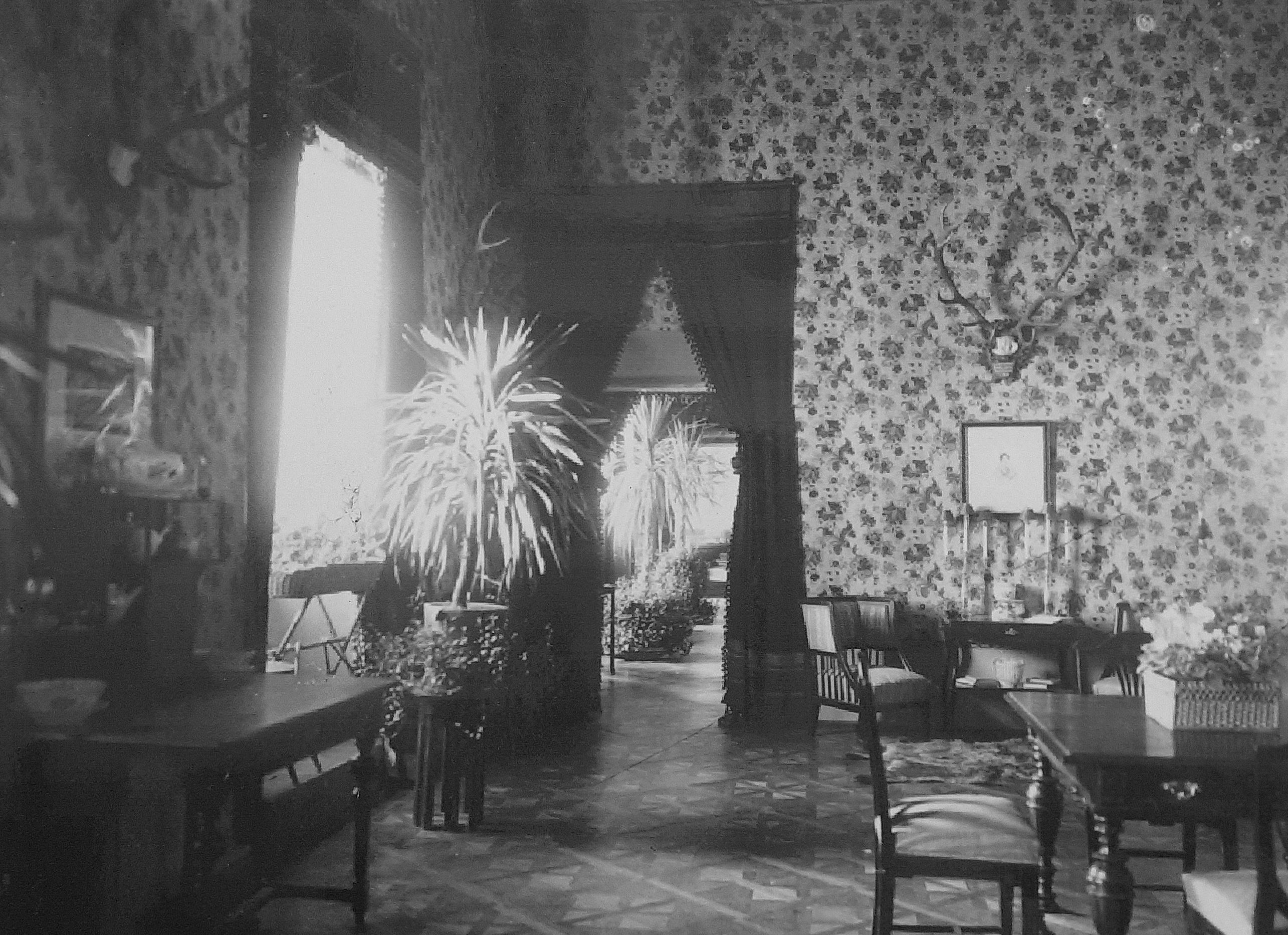
Mieszkanie starosty na zamku w Sanoku (1908)

Powiat sanocki (niem. K. k. Bezirk in Sanok) – powiat kraju koronnego Królestwo Galicji i Lodomerii, istniejący w latach 1867–1918.

## Historia
Powiat sanocki został utworzony w 1867 z obszarów dawnego powiatów sanockiego, bukowskiego i rymanowskiego. Pierwsze wybory członków Rady z grupy większych posiadłości przeprowadzono w czytelni miejskiej w Sanoku 14 października 1867 i uczestniczyło w nich 15 z 49 uprawnionych.
Siedzibą c.k. starostwa był Sanok. Urząd mieścił się w południowym skrzydle zamku królewskiego (później usuniętym, odbudowanym w XXI wieku). Po 1880 siedziba została przeniesiona do budynku wybudowanego w zachodniej pierzei sanockim rynku.
Powierzchnia powiatu w 1879 roku wynosiła 12,6487 mil kw. (727,81 km², inne źródło podało 1149,02 km²), a ludność 78 612 osób. Wśród ludności niespełna 54% było wyznania greckokatolickiego, około 38% rzymskokatolickiego, 8% stanowili Żydzi; powiat liczył 136 osad, zorganizowanych w 129 gmin katastralnych. Powiat, a wcześniej także cyrkuł sanocki, od południa graniczył z Węgrami, od zachodu z powiatem krośnieńskim, od północy z powiatem brzozowskim i birczańskim, od wschodu z powiatem liskim.
25 sierpnia 1900 Rada powiatowa została odwiedzona przez lustrującego starostwo Namiestnika Galicji Leona Pinińskiego.
Według spisu z 1910 ludność powiatu wynosiła 108 678, z tego 42 727 rzymskich katolików, 54 664 grekokatolików, 11 249 Żydów, zaś według języka było 59 034 Polaków, 49 193 Rusinów, 173 Niemców.
Na terenie powiatu działały trzy sądy powiatowe - w Sanoku, Rymanowie i Bukowsku.
Według spisu przeprowadzonego w kwietniu 1917 podczas I wojny światowej ludność powiatu wynosiła 121 494.

## Władze powiatu
| Starostowie sanoccy - Maksymilian Siemianowski (I 1867–1868) - Tytus Lewandowski (1868–1870) - Dominik Niesiołowski (1870–1871) - Leon Studziński (1872–1896) - Ferdynand Pawlikowski (1896–1899) - Antoni Pogłodowski (1899 – X.1911) - Kazimierz Waydowski (X.1912–1919) Lekarze powiatowi - dr Józef Demetrykiewicz (od 1867 do około 1871) - dr Władysław Skalski (od ok. 1871 do ok. 1888) - dr Jan Radek (od ok. 1888 do 2 III 1899 †) - dr Władysław Czyżewicz (1890–1903) - dr Jacek Jabłoński (1903–1912) - dr Józef Kurasiewicz (1912–1918) Urzędnicy ewidencyjni obrony krajowej - sierż. oficj. Jan Budweil (do 1899 †) - st. oficj. Feliks Langenfeld (od ok. 1899 do 1910). - asyst. ewid. Szymon Bocz (1910 –) |  | Komisarze powiatowi - Ferdinand Bissacchini, 1. kl. (1867) - Franz Kuszelewski, 2. kl. (1867) - Heinrich Pfau, 1. kl. (ok. 1867–1869) - Piotr Skwarczyński, 1. kl. (1867) - Karol Kaucki (ok. 1870–1876) - Albin Świtalski (ok. 1875–1889) - Edward Starzeński (do 1890) - Władysław Towarnicki (do 1891) - Tadeusz Bobrzyński (1895) - Wiktor Łempicki (do III.1895) - Tadeusz Wrześniowski (od ok. 1899 do 1906) - Władysław Stadnicki (do 1902) - Władysław Kłosowski (1902–) - Kazimierz Jaworczykowski (1910) - Władysław Chyliński (1910–1911) - Franciszek Pieniążkiewicz, Florian Kępiński (do I.1914) - Marian Dyduszyński (I.1914 –) |

## Rada powiatowa
W myśl ustawy z 1866 rada powiatu liczyła 26 członków. Kadencja trwała trzy lata. Na czele rady stał prezes (niem. Präses) wydziału (określany także jako marszałek).
Prezesi wydziału
- Jakub Wiktor (1867–1871), zastępca Erazm Łobaczewski → Zenon Słonecki
- Maksymilian Łepkowski (1871–1875), zastępca Zenon Słonecki
- Zenon Słonecki (1875–1885), zastępca Zygmunt Jaworski, od 1884 Feliks Gniewosz
- Feliks Gniewosz (1885–1897), zastępca Hieronim Romer[56][57], Cyryl Jaksa Ładyżyński
- Włodzimierz Truskolaski (1897–1906[58]), zastępca ks. Teofil Kałużniacki (1897–1901)[59][60]
- Karol Łepkowski (1906–1912)[61][62]), zastępca ks. Olimp Polański
- Kazimierz Laskowski (1912–[63]), zastępca hr. Jan Potocki

Poniższe zestawienie składów Rady Powiatowej w Sanoku zostało opracowane na podstawie danych z corocznie wydawanego Szematyzmu Królestwa Galicyi i Lodomeryi z Wielkiem Księstwem Krakowskiem. Każdorazowo stan podany w Szematyzmie odnosi się czasowo do końca roku poprzedzającego.

### Stan w 1867, 1868, 1869, 1870
Wybory do Rady z grupy gmin miejskich odbyły się 10 października 1867, wybory do Rady z grupy większych posiadłości odbyły się 14 października 1867 (na podstawie źródeł)
Rada powiatowa (do 1869 w j. niem. Bezirks-Rath in Sanok)
Członkowie z grupy większych posiadłości: Leon Grotowski, Maksymilian Łepkowski (od ok. 1869), Rafał Łepkowski, Wincenty Morze, Zenon Słonecki, Piotr Tchorznicki (do 30 X 1868 †), Władysław Urbański, Jakub Wiktor, Jan Wiktor, Celestyn Zbyszewski
Członkowie z grupy gmin miejskich: ks. Franciszek Salezy Czaszyński, Józef Kaczorowski, Ignacy Kahane, Erazm Łobaczewski, Seweryn Popiel
Członkowie z grupy gmin wiejskich: Paweł Błaszczak (od ok. 1869), Hryć Drozd (od ok. 1869), Franciszek Galant, Michał Jachwan, Jan Kulik, Tomasz Mazur, Jozafat Michał, Wojciech Nycz, Mikołaj Paraszczak (do ok. 1868), Wasyl Regent, Jędrzej Sołtys, Jan Stawarczyk (do ok. 1869), Eliasz Tylka, ks. Jan Węgrzynowicz
Wydział powiatowy (do 1869 w j. niem. niem. Bezirks-Ausschuss in Sanok)
Prezes (marszałek): Jakub Wiktor
Zastępca prezesa: Erazm Łobaczewski (od ok. 1869), Zenon Słonecki (od ok. 1869)
Członkowie wydziału: ks. Franciszek Salezy Czaszyński, Jan Kulik (do ok. 1868), Maksymilian Łepkowski (od ok. 1869), Rafał Łepkowski (od ok. 1868), Zenon Słonecki (do ok. 1869), Piotr Tchorznicki (do 30 X 1868 †), ks. Jan Węgrzynowicz (od ok. 1868), Celestyn Zbyszewski
Zastępcy: Leon Grotowski, Ignacy Kahane, Wincenty Morze (od ok. 1868), Rafał Łepkowski (do ok. 1868), Seweryn Popiel, Eliasz Tylka, Władysław Urbański
Kancelista: Karol Knabe (ok. 1870)

### Stan w 1870, 1871, 1872, 1873, 1874
(na podstawie źródeł)
Rada powiatowa
Członkowie z grupy większych posiadłości: Stanisław Bieliński, ks. Franciszek Salezy Czaszyński, Feliks Gniewosz, Franciszek Gniewosz, Leon Grotowski, Zygmunt Janowski, Maksymilian Łepkowski, Zenon Słonecki, Leonard Truskolaski
Członkowie z grupy gmin miejskich: Mateusz Beksiński, Stanisław Dąbrowski, ks. Apolinary Laskowski, Jan Okołowicz, Seweryn Popiel
Członkowie z grupy gmin wiejskich: Jakub Dochniak, Jan Galik, Iwan Halenda, Atanazy Hamerski, Michał Luszcz, Wawrzyniec Piwko, Tomasz Solon, Walenty Szal, Wojciech Sołtysik, Walenty Szafran, Adam Szałankiewicz, Celestyn Zbyszewski
Wydział powiatowy
Prezes (marszałek): Maksymilian Łepkowski → Zenon Słonecki
Zastępca prezesa: Zenon Słonecki → Zygmunt Janowski
Członkowie wydziału: Mateusz Beksiński, Stanisław Bieliński, ks. Franciszek Salezy Czaszyński, Franciszek Gniewosz, Celestyn Zbyszewski
Zastępcy: Feliks Gniewosz, ks. Apolinary Laskowski, Jan Okołowicz, Wawrzyniec Piwko, Wojciech Sołtysik, Leonard Truskolaski

### Stan w 1874, 1875, 1876, 1877
Wybór 12 członków Rady powiatowej z grupy gmin wiejskich zaplanowany pierwotnie na dzień 16 kwietnia 1874 nie doszedł do skutku, po czym został rozpisany ponownie na dzień 14 maja 1874. Wybory z gminy miejskich odbyły się 20 kwietnia 1874. Wybory z grupy większych posiadłości nie odbyły się 23 kwietnia 1874 (na podstawie źródeł)
Rada powiatowa
Członkowie z grupy większych posiadłości: Stanisław Bieliński, Antoni Gniewosz, Ferdynand Janowski, Zygmunt Janowski, Maksymilian Łepkowski, Rafał Łepkowski, Hieronim Romer, Wojciech Wasylewski, Kazimierz Wiktor
Członkowie z grupy gmin miejskich: ks. Franciszek Salezy Czaszyński, Ichel Herzig, ks. Apolinary Laskowski, Cyryl Jaksa Ładyżyński, Franciszek Saganowicz
Członkowie z grupy gmin wiejskich: Bartłomiej Bieleń, Bartłomiej Cypcar, Hryć Drahus, Antoni Dymiński, Tomasz Gładysiewicz, Petro Kocyłowski, Jan Kozimor, Hryć Markiewicz, Michał Moskal, Jan Silarski, Zenon Słonecki, Stefan Zynczak
Wydział powiatowy
Prezes (marszałek): Zenon Słonecki, w 1876 Franciszek Salezy Czaszyński
Zastępca prezesa: Zygmunt Janowski → Franciszek Salezy Czaszyński
Członkowie wydziału: ks. Franciszek Salezy Czaszyński, Petro Kocyłowski, ks. Apolinary Laskowski, Cyryl Jaksa Ładyżyński, Hieronim Romer, Kazimierz Wiktor
Zastępcy: Tomasz Gładysiewicz, Antoni Gniewosz, Ferdynand Janowski, Franciszek Saganowicz, Kazimierz Wiktor, Wojciech Wasylewski

### Stan w 1877, 1878, 1879, 1880, 1881
(na podstawie źródeł)
Rada powiatowa
Członkowie z grupy większych posiadłości: Stanisław Bieliński, Edmund Dydyński, Feliks Gniewosz, Erazm Łobaczewski, Adolf Poźniak, Zygmunt Ścibor-Rylski, Leonard Truskolaski, Adam Wiktor
Członkowie z grupy gmin miejskich: ks. Franciszek Salezy Czaszyński, Ichel Herzig, Cyryl Jaksa Ładyżyński, ks. Apolinary Laskowski, Stanisław Schmiet, ks. Bronisław Stasicki
Członkowie z grupy gmin wiejskich: Bartłomiej Bieleń, Tomasz Gładysiewicz, Jan Kozimor, Piotr Lewicki, Franciszek Michalski, Jan Nowakowski, Karol Pestrak, Wasyl Rejent, Jan Silarski, Zenon Słonecki, Jędrzej Smerecki, Adam Szałankiewicz,
Wydział powiatowy
Prezes: Zenon Słonecki
Zastępca prezesa: ks. Franciszek Salezy Czaszyński
Członkowie wydziału: Cyryl Jaksa Ładyżyński, Jan Nowakowski, Adolf Poźniak, Stanisław Schmiet, Adam Wiktor
Zastępcy: Edmund Dydyński, Feliks Gniewosz, ks. Apolinary Laskowski, Piotr Lewicki, Zygmunt Ścibor-Rylski, ks. Bronisław Stasicki
Urzędnicy: Franciszek Bem – sekretarz, Gustaw Szenwiski – aktuariusz; (1881) Wincenty Rajkowski – koncepista

### Stan w 1881, 1882, 1883, 1884
(na podstawie źródeł)
Rada powiatowa
Członkowie z grupy większych posiadłości: Jakub Cetnarski, ks. Franciszek Salezy Czaszyński, Feliks Gniewosz, Jan Kakowski, Erazm Łobaczewski, Władysław Morawski, Hieronim Romer, Adam Wiktor
Członkowie z grupy gmin miejskich: ks. Franciszek Salezy Czaszyński, Jakub Gawlik, Ichel Herzig, Aleksander Iskrzycki, ks. Apolinary Laskowski, Cyryl Jaksa Ładyżyński, Jan Towarnicki
Członkowie z grupy gmin wiejskich: Jakub Dochniak, Tomasz Gładysiewicz, Franciszek Galant, Jan Jarosz, Maciej Kapałowski, Piotr Kocyłowski (od 1883), Kazimierz Kurej, Teodor Kuźma, Walenty Szafran, Hryć Szymanczyk, Zenon Słonecki, Stanisław Wojtuszewski
Wydział powiatowy
Prezes: Zenon Słonecki
Zastępca prezesa: Cyryl Jaksa Ładyżyński
Członkowie wydziału: Jakub Cetnarski, ks. Franciszek Salezy Czaszyński, Aleksander Iskrzycki, Władysław Morawski, Piotr Kocyłowski (od 1884)
Zastępcy: Jakub Dochniak, Feliks Gniewosz, Ichel Herzig, Jan Kakowski, ks. Apolinary Laskowski, Jan Towarnicki (od 1883)
Urzędnicy: Franciszek Bem – sekretarz, Wincenty Rajkowski – koncepista (1882), Gustaw Szenwicki – aktuariusz

### Stan w 1884, 1885, 1886, 1887, 1888
Wybory z gmin miejskich odbyły się 16 lipca 1884 (na podstawie źródeł)
Rada powiatowa
Członkowie z grupy większych posiadłości: Jakub Cetnarski (do 1885), Feliks Gniewosz, Jan Kakowski (do 1885), Władysław Morawski, Adolf Poźniak (od 1885), Hieronim Romer, Włodzimierz Truskolaski, Adam Wiktor, Władysław Wiktor (od 1885)
Członkowie z grupy gmin miejskich: ks. Franciszek Salezy Czaszyński, Ichel Herzig (do 1887 †), Ferdynand Janowski, ks. Apolinary Laskowski, Cyryl Jaksa Ładyżyński, ks. Bronisław Stasicki, Wojciech Wojtynkiewicz
Członkowie z grupy gmin wiejskich: Tomasz Bednarz, Jan Czaban, Jurko Dobosz, Antoni Gniewosz, Antoni Jakubowski, Jan Jarosz, Jędrzej Kapustyński, Piotr Kocyłowski, Feliks Niezabitowski, Jan Nowakowski, Marceli Pieniański (do 1885), Zenon Słonecki
Wydział powiatowy
Prezes: Zenon Słonecki (do 1 VII 1885), Feliks Gniewosz (od 1 VII 1885)
Zastępca prezesa: Feliks Gniewosz (do 1885), Hieronim Romer (od 1885)
Członkowie wydziału: Jakub Cetnarski (do 1885), ks. Franciszek Salezy Czaszyński, Piotr Kocyłowski (od 1885), Cyryl Jaksa Ładyżyński, Władysław Morawski (do 1885), Włodzimierz Truskolaski
Zastępcy: Jan Kakowski (do 1885), ks. Apolinary Laskowski, Feliks Niezabitowski, Jan Nowakowski, ks. Bronisław Stasicki,
Urzędnicy: Franciszek Bem – sekretarz, Gustaw Szenwiski – aktuariusz

### Stan w 1888, 1889, 1890
(na podstawie źródeł)
Rada powiatowa
Członkowie z grupy większych posiadłości: Feliks Gniewosz, Zygmunt Janowski, Władysław Morawski, Adolf Poźniak, Włodzimierz Truskolaski, Adam Wiktor, Władysław Wiktor
Członkowie z grupy gmin miejskich: ks. Franciszek Salezy Czaszyński, Ferdynand Janowski, ks. Apolinary Laskowski (do 25 IV 1890 †), Cyryl Jaksa Ładyżyński, Erazm Łobaczewski (wyb. uzup. 1888), ks. Bronisław Stasicki, Wojciech Wojtynkiewicz
Członkowie z grupy gmin wiejskich: Tomasz Bednarz, Jan Czaban, Jurko Dobosz, Antoni Gniewosz, Antoni Jakubowski, Jan Jarosz, Piotr Kocyłowski (do ok. 1888/1889), Jędrzej Kapustyński, Feliks Niezabitowski, Jan Nowakowski, Jan Duklan Słonecki (wyb. uzup. 1888), Zenon Słonecki
Wydział powiatowy
Prezes: Feliks Gniewosz
Zastępca prezesa: ks. Franciszek Salezy Czaszyński
Członkowie wydziału: Piotr Kocyłowski (od 1888 do ok. 1888/1889), ks. Apolinary Laskowski, Cyryl Jaksa Ładyżyński (od 1888), Jan Duklan Słonecki, ks. Bronisław Stasicki, Włodzimierz Truskolaski (od 1888)
Zastępcy: ks. Apolinary Laskowski (1888), Jan Jarosz, Erazm Łobaczewski, Feliks Niezabitowski (1888), Jan Nowakowski (1888), ks. Bronisław Stasicki (1888)
Urzędnicy: Franciszek Bem – sekretarz, Gustaw Szenwicki – aktuariusz, Jan Pisz – inżynier (1888)

### Stan w 1890, 1891, 1892, 1893, 1894, 1895, 1896
(na podstawie źródeł)
Rada powiatowa
Członkowie z grupy większych posiadłości: ks. Franciszek Salezy Czaszyński, Antoni Gniewosz, Zygmunt Janowski, Władysław Morawski, Włodzimierz Truskolaski, Władysław Wiktor, Wojciech Wasilewski
Członkowie z grupy gmin miejskich: Leon Chill, Antoni Koleński, Tytus Lemer, Cyryl Jaksa Ładyżyński, Alojzy Schneider, Jakub Skorupiński, Ludwik Świerczyński
Członkowie z grupy gmin wiejskich: Tomasz Bednarz, Józef Bugieł, Tomasz Burka, Jurko Dobosz (do ok. 1895), Feliks Gniewosz, Jan Jarosz, Andrzej Paraszczak (do ok. 1895), Paweł Potocki, Stefan Roman, Jan Duklan Słonecki (do 1896), Zenon Słonecki (1890, 1891, 1892), Kazimierz Wiktor
Wydział powiatowy
Prezes: Feliks Gniewosz
Zastępca prezesa: Władysław Morawski (1890, 1891, 1892), Cyryl Jaksa Ładyżyński (od 1892)
Członkowie wydziału: Antoni Koleński (1890, od 1892), Tytus Lemer, Cyryl Jaksa Ładyżyński (1890, 1891), Alojzy Schneider (1890, 1891, 1892, 1893), Wojciech Wasilewski (1894, 1895, 1896), Włodzimierz Truskolaski, Kazimierz Wiktor
Zastępcy: ks. Franciszek Salezy Czaszyński, Zygmunt Janowski, Jan Jarosz, Jakub Skorupiński, Jan Duklan Słonecki (do 1896), Władysław Wiktor
Urzędnicy: Franciszek Bem – sekretarz, Gustaw Szenwiski – aktuariusz, Alfred Sopotnicki – inżynier (1890), Wilhelm Szomek – inżynier (od 1891), Karol Lindner – lustrator (od 1892), Adam Praczyński – lustrator (od 1895)

### Stan w 1896, 1897, 1898, 1899, 1900, 1901, 1902, 1903
Wybory odbyły się w dniach 14, 15, 17 grudnia 1896 (na podstawie źródeł):
Rada powiatowa
Członkowie z grupy większych posiadłości: Władysław Fihauzer, Karol Łepkowski, Władysław Morawski, Włodzimierz Truskolaski, Adam Wiktor, Kazimierz Wiktor, Władysław Wiktor
Członkowie z grupy gmin miejskich: Leon Chill (do około 1901), Feliks Gniewosz (do 1897), Artur Goldhammer, Antoni Kwiatkowski (od około 1899), Cyryl Jaksa Ładyżyński (do 1897), Franciszek Majchrowicz (do około 1899), ks. Józef Moskalik, Adolf Poźniak, ks. Bronisław Stasicki (od około 1899), Aital Witoszyński (od 1897)
Członkowie z grupy gmin wiejskich: Andrzej Ciepły, Iwan Ciura, Antoni Czupiel, Nikodem Dracz, Jan Gaweł (do około 1900), ks. Teofil Kałużniacki (do 1 XI 1901 †), Feliks Mazur, Grzegorz Milan, Aleksander Piech, Jurko Suchy, Antoni Szczepański, Fedor Szczerba (1896, od około 1899)
Wydział powiatowy
Prezes: Feliks Gniewosz (do 1897), Włodzimierz Truskolaski (od 1897)
Zastępca prezesa: Cyryl Jaksa Ładyżyński (do 1897), ks. Teofil Kałużniacki (od II.1897 do 1 XI 1901 †), ks. Bronisław Stasicki (od XII 1901)
Członkowie wydziału: w 1897 jedno miejsce opróżnione, Władysław Fihauzer (do około 1899), Jan Gaweł (do około 1899), Artur Goldhammer (od około 1898), Karol Łepkowski (od około 1898), Aleksander Piech, Władysław Wiktor (od około 1900), od około 1900 jedno miejsce opróżnione
Zastępcy: Andrzej Ciepły, Iwan Ciura, Nikodem Dracz, Artur Goldhammer (do około 1898), Antoni Kwiatkowski (od około 1902), Karol Łepkowski (do około 1898), Feliks Mazur
Urzędnicy: Franciszek Bem – sekretarz, Gustaw Szenwiski – aktuariusz (do około 1900/1901), Wilhelm Szomek – inżynier, Adam Praczyński – lustrator (do około 1900), Bolesław Tkaczyk – lustrator (około 1901)

### Stan w 1903, 1904, 1905, 1906
(na podstawie źródeł):
Rada powiatowa
Członkowie z grupy większych posiadłości: Jacek Jabłoński, Karol Łepkowski, Władysław Morawski, Jan Potocki, Tadeusz Poźniak (od 1904), Adam Wiktor, Kazimierz Wiktor (do 1903 †)
Członkowie z grupy gmin miejskich: Artur Goldhammer, Paweł Hydzik, Antoni Kwiatkowski (do 11 VIII 1907 †), ks. Józef Moskalik, Adolf Poźniak, Salomon Seelenfreund, Włodzimierz Truskolaski (do 11 II 1906 †), Aital Witoszyński
Członkowie z grupy gmin wiejskich: Nikodem Dracz, Bartłomiej Fidler, Aleksander Iskrzycki, ks. Antoni Koleński, Wanio Kuchta (do około 1904), Grzegorz Milan, Michał Patronik, ks. Olimp Polański, ks. Włodzimierz Połoszynowicz, Jędrzej Poznański, Jurko Suchy, Józef Szafran, Iwan Szlachta (od około 1905)
Wydział powiatowy
Prezes: Włodzimierz Truskolaski (do 11 II 1906 †), Karol Łepkowski (wybrany 14 III 1906)
Zastępca prezesa: ks. Olimp Polański
Członkowie wydziału: Bartłomiej Fidler, Artur Goldhammer, Jacek Jabłoński, Karol Łepkowski (do 1906), ks. Włodzimierz Połoszynowicz
Zastępcy: Antoni Kwiatkowski, Jan Potocki, Salomon Seelenfreund, Józef Szafran, Adam Wiktor, Aital Witoszyński
Urzędnicy: Franciszek Bem – sekretarz, Wilhelm Szomek – inżynier, Władysław Baczyński – lustrator, Stanisław Rozwadowski – leśnik

### Stan w 1906, 1907, 1908, 1909, 1910, 1911, 1912
(na podstawie źródeł)
Rada powiatowa
Członkowie z grupy większych posiadłości: Jacek Jabłoński, Kazimierz Jachimowski (od około 1908), Karol Łepkowski, Władysław Morawski, Jan Potocki, Tadeusz Poźniak, Adam Wiktor (do około 1908)
Członkowie z grupy gmin miejskich: Feliks Giela (od około 1908), Artur Goldhammer, Paweł Hydzik, Kazimierz Laskowski, ks. Józef Moskalik, Adolf Poźniak, Salomon Seelenfreund, Aital Witoszyński
Członkowie z grupy gmin wiejskich: Nikodem Dracz, Bartłomiej Fidler, Aleksander Iskrzycki (do 15 V 1910 †), ks. Antoni Koleński, Grzegorz Milan, Michał Patronik, ks. Olimp Polański, ks. Włodzimierz Połoszynowicz, Jędrzej Poznański, Jurko Suchy, Józef Szafran, Iwan Szlachta
Wydział powiatowy
Prezes: Karol Łepkowski
Zastępca prezesa: ks. Olimp Polański
Członkowie wydziału: Bartłomiej Fidler, Artur Goldhammer, Jacek Jabłoński, Kazimierz Laskowski (od około 1908), ks. Włodzimierz Połoszynowicz, Adam Wiktor (wybrany 29 XII 1906, do około 1908)
Zastępcy: Jan Potocki, Tadeusz Poźniak, Salomon Seelenfreund, Józef Szafran, Aital Witoszyński
Urzędnicy: Franciszek Bem – sekretarz (do około 1908), Tadeusz Wrześniowski – sekretarz (od około 1908), Wilhelm Szomek – inżynier, Władysław Baczyński – lustrator, Stanisław Rozwadowski – leśniczy powiatowy, Adam Waga – asystent techniczny (od około 1909)

### Stan w 1912, 1913, 1914
Wybory odbyły się w 1912 (na podstawie źródeł)
Rada powiatowa
Członkowie z grupy większych posiadłości (własność tabularna): Kazimierz Jachimowski, Kazimierz Laskowski, Karol Łepkowski, Jan Wiktor
Członek z grupy najwyższego opodatkowania z kategorii handlu i przemysłu: Ludwik Eydziatowicz
Członkowie z grupy gmin miejskich: Jan Białas, Feliks Giela, ks. Franciszek Salezy Matwijkiewicz, Adam Pytel, Salomon Ramer, Kazimierz Rodkiewicz, Salomon Seelenfreund, Michał Słuszkiewicz, Jan Szuber, Wojciech Ślączka
Członkowie z grupy gmin wiejskich: Walenty Burczyk, Bartłomiej Fidler, Michał Teodor Kirpan, Mikołaj Kiszka, Maciej Kluska, Jan Majkowicz, ks. Olimp Polański, ks. Włodzimierz Połoszynowicz, Jan Potocki, Aleksander Sawiuk, Jan Ziemiański
Wydział powiatowy
Prezes: Kazimierz Laskowski
Zastępca prezesa: Olimp Polański (od 1912), Jan Potocki (od około 1913)
Członkowie wydziału: Ludwik Eydziatowicz, Bartłomiej Fidler, Feliks Giela, Karol Łepkowski, Olimp Polański (od około 1913), Kazimierz Rodkiewicz (od 1912 do około 1913)
Zastępcy: Jan Białas (od około 1913), Kazimierz Jachimowski, Adam Pytel, Aleksander Sawiuk, Jan Wiktor
Urzędnicy: Tadeusz Wrześniowski – sekretarz, Wilhelm Szomek – inżynier, Władysław Baczyński – lustrator, Stanisław Rozwadowski – leśniczy powiatowy (od 1912), inspektor las. gm. (od około 1913), Adam Waga – asystent techniczny, Franciszek Moskal – urzędnik pomocniczy i kierownik biura pracy, Teresa Wagowa – oficj. i likw. (od około 1913)